# Мобильный стеллаж

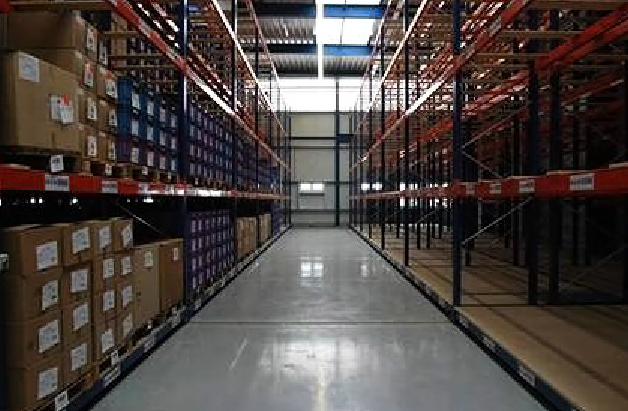
Мобильный стеллаж

Мобильный стеллаж — это передвижная стеллажная система, которая характеризуется компактностью хранения, экономией складского пространства и удобством использования.
Передвижные стеллажи увеличивают плотность складирования товаров, позволяет почти вдвое нарастить складские мощности на тех же площадях. Они применяются для всех типов складов, особенно актуальны при недостатке складских площадей или при невозможности расширения площади хранения. Мобильные стеллажные системы в несколько раз дороже стационарных, поэтому обычно им отдают предпочтение при строительстве склада, завода или архива, когда есть возможность заложить в проект в два раза меньшую площадь с мобильными стеллажами. При этом удается сэкономить на эксплуатационных расходах и электроэнергии. В первую очередь это касается энергоемких складов, например с холодильным оборудованием.
Передвижные стеллажи состоят из надстройки широкого диапазона применения различных типов стеллажей (могут быть палетные фронтальные стеллажи, полочные или консольные) и мобильной основы, по которой стеллаж перемещается. На мобильных основаниях размещаются мобильные платформы, которые с помощью электродвигателя передвигаются по рельсовым направляющим, интегрированным в пол. Управление движением и контроль над безопасностью осуществляет автоматическая электронная система. Мобильные стеллажи безопасны для эксплуатации, поскольку при минимальном соприкосновении с предметом стеллаж останавливается.
Мобильные стеллажи обеспечивают максимальное использование объема склада, давая доступ к каждому поддону в любое время. В мобильной системе только один проход между стеллажами, а для доступа к определенному грузу соответствующие ряды размыкаются. Это позволяет наиболее рационально использовать площадь склада, увеличивая объем хранения в 1,5-2 раза по сравнению с поддонными системами. Последние, в свою очередь, могут быть установлены на мобильные платформы, быстро увеличив мощность действующего склада.

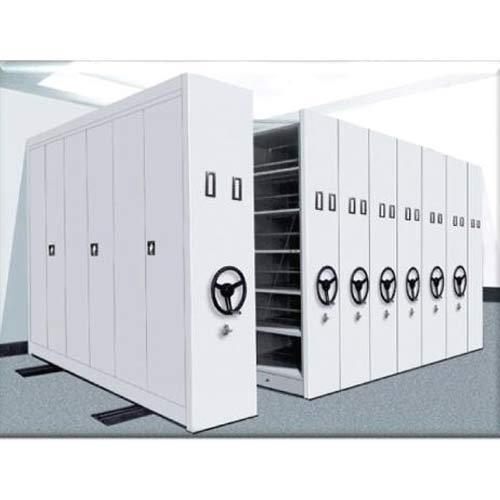
Мобильный архивный стеллаж

Мобильные архивные стеллажи представляют собой надежную и устойчивую конструкцию, которая используется в учреждениях, профиль деятельности которых связан с хранением большого количества документов в течение длительного времени. Мобильные архивные стеллажи предназначены для компактного хранения грузов небольшого размера. Они отличаются небольшой массой конструкции и эстетичный внешним видом. Стеллажи данного типа обычно используются для хранения бумажных архивов в банках, офисах, библиотеках, архивах и в любых помещениях, где необходимо максимально использовать площадь. Перемещение стеллажей приводится в движение вручную с помощью привода. На металлических архивных стеллажах можно хранить и обычные грузы.